# Eclipta prostrata
Eclipta prostrata é uma espécie de planta com flor pertencente à família Asteraceae. 
A autoridade científica da espécie é (L.) L., tendo sido publicada em Mantissa Plantarum 2: 286. 1771.

## Portugal
Trata-se de uma espécie presente no território português, nomeadamente em Portugal Continental e no Arquipélago da Madeira.
Em termos de naturalidade é introduzida nas duas regiões atrás referidas.

## Protecção
Não se encontra protegida por legislação portuguesa ou da Comunidade Europeia.